# قسم كياشهر الريفي (مقاطعة آستانة أشرفية)
قسم کیاشهر الريفي (بالفارسية: دهستان کیاشهر) هي منطقة سكنية تقع في إيران في Kiashahr District. يقدر عدد سكانها بـ 10,340 نسمة .